# Sortilegio

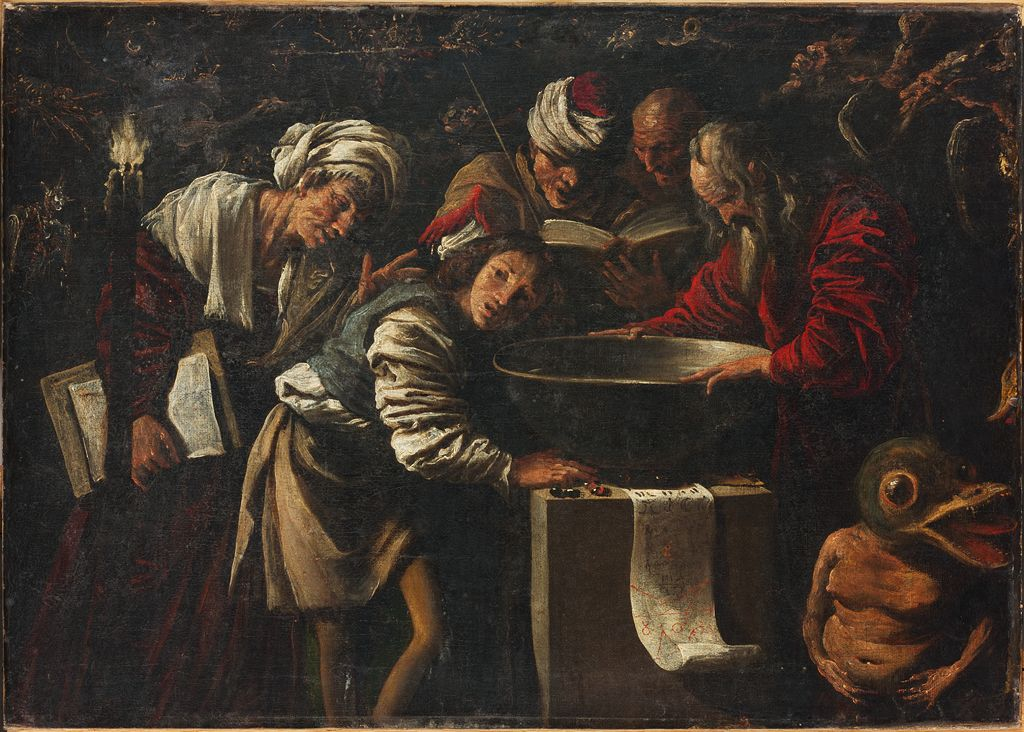
Esperimento col vaso, di Pietro della Vecchia (1640)

Con sortilègio (sor.ti.ˈlɛ.ʤo) in origine si indicava una qualunque pratica divinatoria consistente nell'estrazione a sorte rituale di oggetti, simboli o frasi che poi l'indovino, detto sortìlego (sor.ˈti.le.ɡo), interpretava; oggi questo significato è quasi completamente perduto e per indicare queste pratiche divinatorie si usa la parola "cleromanzia".
Il significato odierno di sortilegio è invece quello di magia, incantesimo, stregoneria; in senso figurato si può usare anche per indicare un fatto inspiegabile.

## Etimologia ed evoluzione del significato
La parola deriva dal latino medievale sortilegium, coniata dal classico sortilegus che era l'indovino praticante la divinazione per mezzo dell'estrazione a sorte; quest'ultima parola era composta da sortem "sorte" e lego "lèggere, raccogliere".
Presso i Romani, la "raccolta (o lettura) delle sorti" consisteva nel gettare pietre, ossicini o bastoncelli (sortes) su cui erano scritte generalmente sentenze o formule, per trarne presagi per l'avvenire. La parola sors divenne poi sinonimo di sorte o destino, e già nella tarda latinità per sortilegio si intese una pratica magica che mirava a influire in bene o in male, sul destino altrui.
Le prime concezioni animistiche consideravano tutta la natura animata, cioè pervasa da forze consapevoli e invisibili con le quali l'uomo poteva stabilire un colloquio fino a costringerle a piegarsi alla sua volontà e aiutarlo nei suoi fini.
Ecco allora le antiche pitture rupestri, che si trovano dovunque. Dall'animale all'uomo il passo è breve.
La parola è stata usata per indicare rituali completamente estranei alla divinazione ed appartenenti invece all'ambito della magia, in particolare: i sortilegi sono riti magici, talvolta eseguiti in ambito religioso da preti o sciamani, il cui scopo è quello di imporre su persone o cose un effetto che può essere benefico e protettivo oppure malefico e costrittivo, tramite il trasferimento di un presunto potere occulto da un oggetto considerato magico al destinatario del sortilegio.
Troviamo formule antiche per il dominio sui propri simili in Babilonia e in Egitto, su tavolette d'argilla e su papiri.
Gli oggetti usati possono essere simbolici (es. una statuetta d'argilla); oggetti che hanno fatto parte della persona (es. capelli, gocce di sangue); oggetti che sono stati a contatto della persona (es. indumenti, ornamenti); oggetti che devono agire direttamente come mezzi attivi del sortilegio (es. unguenti, filtri). Gli scopi del sortilegio possono essere la difesa degli interessi collettivi per la fertilità dei campi e la fecondità del bestiame; la guarigione di malattie di un individuo, o altro.
Ma poiché il bene personale spesso coincide con il male altrui, è facile il passaggio del sortilegio benefico a quello malefico. Così abbiamo fatture di malattie, d'amore e di morte.
Anche la maledizione e la benedizione fanno parte di un gruppo di sortilegi, senza oggetto, in cui l'azione magica è puramente mentale.
Il sortilegio si può, addirittura, avvicinare all'ipnotismo a distanza o a fenomeni magnetici.